# میرچا سفاتسکو
میرچا سفاتسکو (انگلیسی: Mircea Sfetescu; ۱ ژوئیهٔ ۱۹۰۵ – Unknown) ورزشکار راگبی اهل رومانی بود.
وی در مسابقات کشوری و بین‌المللی در مجموع برندهٔ ۱ مدال برنز شده‌است.